# Комплексне плавання
Комплексне плавання — змагання, впродовж якого спортсмен повинен подолати 4 рівні між собою відрізки дистанції, застосовуючи чотири різні стилі: батерфляй, на спині, брас і кроль.
- Батерфляй
- На спині
- Брас
- Вільний стиль (кроль)